# Jakob Rösel

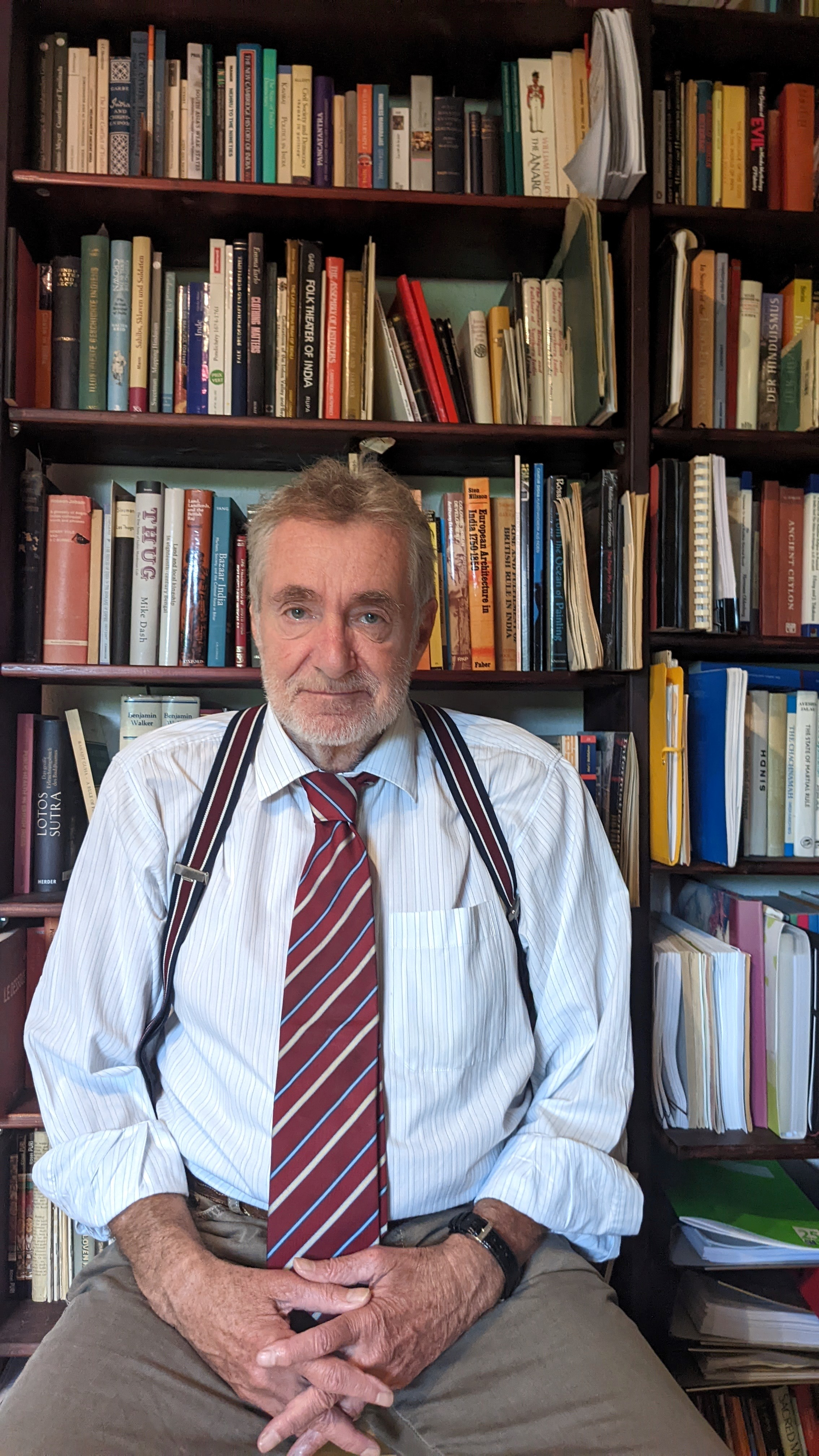
Jakob Rösel in seinem Arbeitszimmer, 2022.

Jakob Andreas Rösel (* 28. Februar 1948 in Mainz) ist ein deutscher Politikwissenschaftler und Soziologe. Er war vom Wintersemester 2000/01 bis zu seiner Emeritierung 2013 Professor für Internationale Beziehungen und Entwicklungspolitik an der Universität Rostock.

## Wissenschaftlicher Werdegang
Jakob Rösel studierte von 1966 bis 1976 an der Albert Ludwigs-Universität Freiburg Soziologie, Politikwissenschaft und Indologie. 1967 hielt er sich für ein Semester an der Gaekwad University, Baroda, Indien, und 1971 zu Forschungszwecken ein Jahr in der Tempelstadt Puri, Orissa, auf. 1971 erwarb er den Magister. 1976 wurde er mit der Arbeit „Der Palast des Herrn der Welt – die Tempel- und Pilgerstadt Puri in Orissa, Indien“ promoviert. 1980 absolvierte er einen Forschungsaufenthalt an dem „Committee of South Asian Studies“ an der University of Chicago. Nach seiner Assistententätigkeit von 1981 bis 1985 am Institut für Soziologie Freiburg arbeitete er in dem DFG-Projekt „Volksgruppenkonflikte und internationale Krisen“ mit. Von 1985 bis 1993 war er wissenschaftlicher Mitarbeiter am Arnold-Bergstraesser-Institut. Während dieser Zeit hielt er sich mehrfach für längere Forschungsaufenthalte zum Bürgerkrieg auf Sri Lanka in Colombo und in Madras auf. 1994 erfolgte die Habilitation mit der Arbeit „Der Tamilenkonflikt auf Sri Lanka“. Nach Lehrstuhlvertretungen in Saarbrücken, Heidelberg und Freiburg wurde er 2000 auf den Lehrstuhl für Internationale Beziehungen der Universität Rostock berufen. 2013 wurde er emeritiert. Von 2009 bis 2014 war er Herausgeber der Zeitschrift Internationales Asienforum (heute: International Quarterly for Asian Studies).
Jakob Rösel ist verheiratet. Das Ehepaar hat zwei Söhne.

## Forschungsschwerpunkte
Jakob Rösel forschte und publizierte zu:
- religionssoziologischen Themen Indiens – die Hinduismusthese Max Webers, Tempelstadt Puri
- ethnischen und politischen Konflikten Südasiens – der Bürgerkrieg auf Sri Lanka, tamilischer und singhalesischer Nationalismus, der Mohajirkonflikt in Karachi
- Demokratisierungsprozessen in Südasien und zum europäischen Integrationsprozess

## Schriften (Auswahl)
Monografien
- Der Palast des Herren der Welt, Entstehungsgeschichte und Organisation der indischen Tempel- und Pilgerstadt Puri. Weltforum Verlag, München 1980, ISBN 3-8039-0183-9.
- Die Hinduismusthese Max Webers. Folgen eines kolonialen Indienbildes in einem religionssoziologischen Gedankengang. Weltforum Verlag, München 1982, ISBN 3-8039-0227-4.
- Tempelstadt Puri: Pilger und Priester am Hofe des Jagannath. Hedwig Falk Verlag, Freiburg 1988, ISBN 3-925270-02-7.
- Die Gestalt und Entstehung des singhalesischen Nationalismus. Duncker & Humblot Verlag, Berlin 1996, ISBN 3-428-08726-7.
- Die Gestalt und Entstehung des tamilischen Nationalismus. Duncker & Humblot Verlag, Berlin 1997, ISBN 3-428-08849-2.
- Der Bürgerkrieg auf Sri Lanka, Aufstieg und Niedergang eines singhalesischen Staates. Nomos Verlag, Baden-Baden 1997, ISBN 3-7890-4611-6.
- The European Union, a short introduction into its background, legislation and policies. Arnold-Bergsträsser-Institut, Freiburg 1999, ISBN 3-928597-27-2.
- mit Pierre Gottschlich: Indien im neuen Jahrhundert, demokratischer Wandel, ökonomischer Aufstieg, außenpolitische Chancen. Nomos Verlag, Baden-Baden 2008, ISBN 978-3-8329-3267-1.
- Pakistan: Kunststaat, Militärstaat, Krisenstaat. Lit Verlag, Berlin 2011, ISBN 978-3-643-11456-3.

Herausgeberschaften (mit Trutz von Trotha)
- Über Grausamkeit, on Cruelty, sur la Cruauté. Rüdiger Köppe Verlag, Köln 2011, ISBN 978-3-89645-731-8.
- The Reorganisation or the End of constitutional Liberties?. Rüdiger Köppe Verlag, Köln 2005, ISBN 3-89645-405-6.
- Dezentralisierung, Demokratisierung und die lokale Repräsentation des Staates. Rüdiger Köppe Verlag, Köln 1999, ISBN 3-89645-306-8.